# Banca Civica

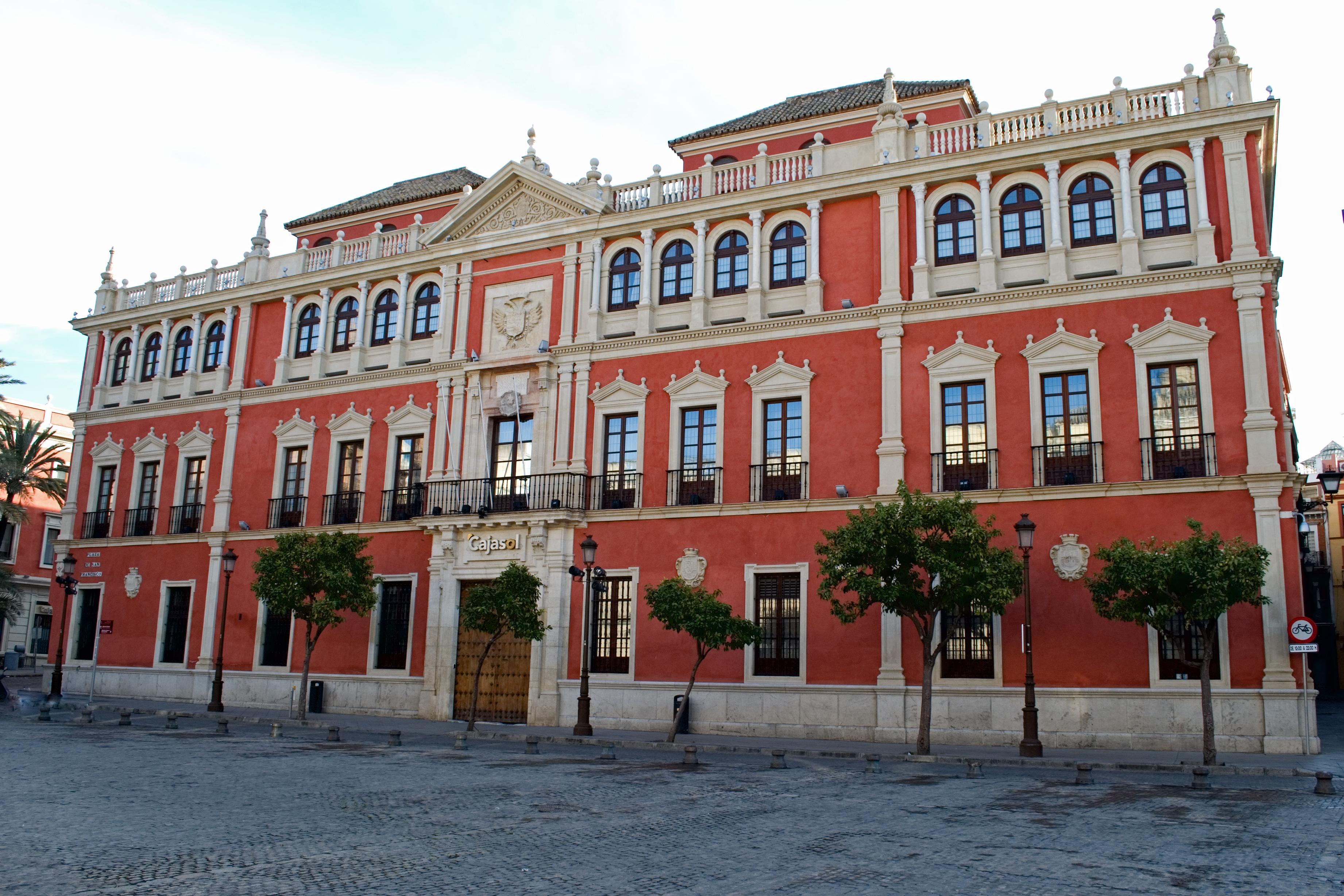
Bankgebäude in Sevilla

Banca Cívica war ein spanisches Unternehmen mit Firmensitz in Sevilla.
Das Kreditinstitut entstand im Januar 2000 aus der Fusion der vier spanischen Banken Caja Navarra, Caja Canarias, Caja de Burgos und Cajasol.
Im August 2012 wurde das Kreditinstitut von der spanischen Caixabank erworben.